# Web of Science
Web of Science o WoS, anteriorment conegut com a ISI Web of Knowledge, és un servei d'informació científica i d'indexació en línia, subministrat fins al 2016 per Thomson Reuters, a través de subscripció, que facilita l'accés a un conjunt de bases de dades en què apareixen cites d'articles de revistes científiques, llibres i altres tipus de material imprès que abasten tots els camps del coneixement acadèmic. Va ser dissenyat, en un principi, per Institut per a la Informació Científica (ISI).
L'any 2016 Thomson Reuters va haver de vendre la seva divisió de recerca i propietat intel·lectual a Onex Corporation i Baring Private Equity Asia (dues societats d'inversió de capital privat). Des d'aquest moment, Web of Science va passar a estar mantinguda per una nova empresa creada "ad hoc": Clarivate Analytics. Clarivate Analytics abasta Web of Science™ entre d'altres plataformes d'anàlisi i gestió d'activitat de recerca i acadèmica, protecció de marca i domini, i de propietat intel·lectual.
La Web of Science (WOS) conjuntament amb Scopus són les dues bases de dades més difoses i utilitzades en els diferents camps de la ciència per a cercar literatura científica. Totes dues són d'abast internacional, multidisciplinari i amb una àmplia cobertura de revistes. WOS de Thomson Reuters (ISI) va ser l'única base de dades de citació i publicació que cobreix tots els àmbits de la ciència durant molts anys, fins que Elsevier va introduir la base de dades Scopus en 2004 i ben aviat es va convertir en una alternativa.

## Característiques
A través de la Web of Science es pot accedir a les publicacions prèvies d'una determinada investigació publicada a través de l'accés a les seves referències bibliogràfiques citades i, també, a les publicacions que citen un document determinat per descobrir l'impacte d'un treball científic sobre la investigació actual. Finalment, permet connectar-se al text complet de publicacions primàries i altres recursos i accedir-hi mitjançant un sistema de recerca basat en paraules clau.
Un índex de cites es basa en el fet que les cites en la ciència serveixen de vincles entre els articles d'investigació similars, i condueixen a la literatura científica coincident o relacionada, com articles de revistes, actes de congressos, resums, etc. A més, la literatura que mostra el major impacte en una àrea determinada, o en més d'una disciplina, es pot localitzar fàcilment a través d'un índex de cites. Per exemple, la influència d'un document es pot determinar mitjançant la vinculació a tots els treballs que l'han citat. D'aquesta manera, poden avaluar-se les tendències actuals, els patrons i les àrees d'investigació emergents. Eugene Garfield, el "pare de la indexació de cites de la literatura acadèmica", que va posar en marxa el Science Citation Index (SCI), que al seu torn va conduir a la Web of Science, va escriure:
| « | ... les cites són els vincles formals, explícits entre els articles acadèmics que tenen determinats punts en comú. Un índex de cites està construït al voltant d'aquests vincles. Enumera les publicacions que s'han citat i identifica les fonts de les cites. Tota persona que realitzi una recerca en la literatura científica, es pot trobar des de només un a dotzenes de documents addicionals sobre un tema per saber que ha estat citat. I cada article que es troba proporciona una llista de noves cites amb la qual continuar la recerca. La simplicitat de la indexació de cites és un dels seus principals punts forts.... | » |
| — Eugene Garfield. Citation indexing: Its theory and application in science, technology, and humanities, 1979 | |   |

La Web of Science es descriu com una eina d'investigació unificada que permet a l'usuari adquirir, analitzar i difondre la informació de bases de dades en el moment oportú. Això s'aconsegueix amb la creació d'un vocabulari comú, anomenat ontologia, per a diversos termes de cerca i diverses dades. D'altra banda, els termes de cerca generen informació relacionada a través de categories. El contingut acceptable de la Web of Knowledge és determinat per un procés d'avaluació i selecció a partir de criteris relacionats amb l'impacte, la influència, l'oportunitat, la revisió per experts, i la representació geogràfica.
La Web of Science treballa amb diverses funcions de recerca i anàlisi. En primer lloc, s'empra la indexació de cites, que es veu reforçada per la capacitat de buscar resultats en totes les disciplines. La influència, l'impacte, la història, i la metodologia d'una idea poden ser seguides des del primer moment, avís, o referència a l'actualitat. En segon lloc, les tendències i els patrons subtils rellevants de la literatura o la investigació d'interès, es fan evidents. Les tendències generals indiquen els temes importants del moment, així com la història rellevant i les àrees particulars d'estudi. En tercer lloc, les tendències poden ser representades gràficament.

## Contingut
La Web of Science inclou set bases de dades en línia:
- Una base de dades de publicacions de congressos i conferències:
  - Conference Proceedings Citation Index: cobreix més de 160.000 títols de presentacions a congressos i conferències de ciències i ciències socials i humanitats des de 1990 fins a l'actualitat.
- Tres grans bases de dades d'articles de revistes, una per a cada branca del coneixement:
  - Science Citation Index (SCI): cobreix més de 8.500 revistes destacades que abasten 150 disciplines. La cobertura és des de l'any 1900 fins a l'actualitat.
  - Social Sciences Citation Index (SSCI): cobreix més de 3.000 revistes del camp de les ciències socials. El rang de cobertura és de l'any 1900 fins a l'actualitat.
  - Arts & Humanities Citation Index (A & HCI): cobreix més de 1.700 revistes d'arts i humanitats i les 250 principals revistes científiques de ciències socials amb articles des de 1975 fins a l'actualitat.
- Dues bases de dades sobre dades químiques:
  - Index Chemicus: conté i enumera més de 2,6 milions de compostos des de 1993 fins a l'actualitat.
  - Current Chemical Reactions: amb índexs de més d'un milió de reaccions, i un rang de cobertura des de 1986 als nostres dies. Els arxius de l'INPI de 1840 i 1985 també s'indexen en aquesta base de dades.
- Una base de dades de llibres:
  - Citation Index Book cobreix més de 30.000 llibres editorialment seleccionats a partir de 2005, afegint-se 10.000 nous llibres cada any.

Els set índexs de cites (o bases de dades bibliogràfiques) llistats contenen referències bibliogràfiques que han estat citades per altres articles. Es poden usar com a cites per emprendre la recerca de la referència esmentada, és a dir, localitzar articles que citen una publicació anterior. També es pot buscar en les tres bases de dades de citacions per tema, autor, títol de la font i direcció. Les dues bases de dades químiques permeten la creació de diagrames d'estructura, i així permetre als usuaris localitzar un determinat compost químic o una reacció química.

## Limitacions i controvèrsies
Des de diverses fonts, s'han senyalat limitacions a Web of Science. Una de les limitacions de WoS és la falta d'accés directe al text complet; malgrat això, disposa d'un eficient mecanisme que lliga els seus registres referencials a les col·leccions que la institució té en altres bases de dades contractades. Una altra limitació és el fet de publicar informació només de revistes amb presència internacional, la qual cosa deixa fora la producció acadèmica molt important a l'interior de cada país, amb estudis regionals d'interès. Altres problemes són el de les cites negatives (quan un document és citat per algun autor, però únicament per expressar el desacord amb la seva proposa) o l'autocita o la cita exclusiva d'un grup exclusiu de científics. S'ha criticat, també, la limitada cobertura de revistes qualificada d'elitista, recollint només un percentatge reduït de la producció científica. Una altra limitació és l'idioma de la major part de les revistes incloses en WoS, que és l'anglès, la qual cosa afavoreix els autors dels països angloparlants. Una crítica freqüent és, també, el seu elevat preu. Això comporta que els clients acaben sent, normalment, grans institucions grans o consorcis. Així, a Espanya, la Fundació Espanyola per a la Ciència i Tecnologia (TFECY) i el Ministeri d'Educació van promoure una subscripció institucional que permet que tots els membres dels centres d'investigació nacionals puguin accedir al Web of Science. En 2004, un estudi del Social Sciences Citation Index, dirigit per dos economistes, va arribar a la conclusió de l'existència d'un biaix en la investigació orientada al mercat lliure. També s'identificaren diverses deficiències metodològiques que aparentment afavoreixen el recompte excessiu de cites.

## Perspectives de futur
Web of Science és utilitzada fonamentalment per universitats i institucions de recerca i, també, pels departaments d'investigació de grans corporacions, generalment mitjançant l'accés a la Web of Knowledge, WoK.
Actualment hi ha dos serveis de gran qualitat, de pagament, ben posicionats, que proporcionen dades de citació: Web of Science, de Clarivate Analytics, i Scopus, d'Elsevier. S'ha estudiat força la influència d'aquestes dues bases de dades, tant pel que fa a la seva importància en el registre de citacions com en l'avaluació científica, i també la seva cobertura. Darrerament, també s'han analitzat altres serveis automatitzats de caràcter alternatiu i gratuït, com per exemple Google Scholar. A aquest servei se li ha criticat el seu menor control de qualitat, i la percepció de ser menys fiable. Malgrat tot, d'acord amb estudis recents no és previsible que es produeixin canvis propers en la situació actual. Amb el temps, però, es preveu una progressiva liberalització del mercat de cites bibliogràfiques, amb la influència cada vegada major de l'accés obert en la producció científica.